# فلاديمير أزاروف
فلاديمير أزاروف (بالروسية: Азаров, Владимир Алексеевич)‏ (19 مارس 1994 في روسيا - ) هو لاعب كرة قدم روسي في مركز الهجوم. لعب مع سيبير نوفوسيبيريسك وFC Sibir-2 Novosibirsk ‏ ونادي أكاديمية تولياتي لكرة القدم.

## وصلات خارجية
- فلاديمير أزاروف على موقع قاعدة بيانات كرة القدم.إي يو (الإنجليزية)
- فلاديمير أزاروف على موقع Soccerway.com (الإنجليزية)